# Maclurolyra tecta
Maclurolyra es un género monotípico de plantas herbáceas perteneciente a la familia de las poáceas. Su única especie: Maclurolyra tecta C.E.Calderon et Soderstr., es originaria de Panamá y Colombia.

## Etimología
El nombre del género está compuesto por F.A.McClure (especialista americano en el bambú), y Olyra (un género de la familia). 